# Jutos

Península da Jutlândia

Jutos (em latim: Iuti ou Iutae) foram uma tribo germânica que, com os anglos e saxões, invadiu a Britânia romana no século V. Não há menções a eles nas fontes da Europa continental, mas há muita evidência que se originaram na Escandinávia, quiçá a Jutlândia, e que aqueles que não migraram foram absorvidos pelos danos. De acordo com Beda, se assentaram em Câncio, ilha de Wight e partes de Hantônia (Hempe). A presença em Wight e Câncio é confirmada por evidência arqueológica e pela estrutura social contrastante dos residentes destas áreas em relação a seus vizinhos. Em Hantônia, por sua vez, deixaram vestígios na toponímia.